# CEC (боевая информационная система)
CEC (англ. Cooperative Engagement Capability, букв. коллективная обороноспособность) — информационная система ВМС США, позволяющая нескольким боевым единицам — кораблям, самолётам, а также мобильным объектам Комплексной сети слежения (Composite Tracking Network, CTN) морской пехоты — разделять функции по обнаружению и перехвату воздушных целей. Включает совместное использование средств обнаружения, управления огнём, различных систем оружия. Составной частью CEC является система интегрированного управления оружием (Integrated Fire Control).
CEC представляет собой аппаратно-программный комплекс, который позволяет различным объектам обмениваться информацией через автоматическую высококачественную помехозащищённую систему распределения данных (Data Distribution System, DDS) реального времени. Каждая взаимодействующая единица использует идентичные алгоритмы обработки данных, заложенные в процессор CEC (Cooperative Engagement Processor, CEP), в результате чего на основании информации из различных источников автоматически создаётся единая для всей сети картина воздушной обстановки, которая единообразно отображается на однотипных дисплеях каждой боевой единицы. CEC та же даёт возможность каждой из взаимодействующих боевых единиц применить зенитное оружие (собственное или входящее в состав другой боевой единицы).
Основой для взаимодействия отдельных объектов является Стандартный набор оборудования (Common Equipment Set, CES), который позволяет распределять ресурсы отдельных компонентов системы. Стандартный набор включает антенну, сигнальный процессор, резервный источник питания и интерфейс управления. Модель AN/USG-2 предназначена для надводных кораблей, AN/USG-3 — для самолёта ДРЛО E-2, AN/USG-4 — для мобильных объектов CTN. В дальнейшем разработана модель AN/USG-5 для наземных радарных сетей ПВО/ПРО (Joint Land Attack Cruise Missile Defense Elevated Netted Sensor System, JLENS), а также AN/USG-7 для экспорта в зарубежные страны (Foreign Military Sales, FMS).
CEC разработана подразделением информационных системм компании Raytheon в сотрудничестве с Лабораторией прикладной физики Университета Джонса Хопкинса.
Концепт-версия СЕС была протестирована в 1995 году на базе авианосной группы USS Dwight D. Eisenhower (CVN-69). В начале 1998 года на USS Hué City (CG-66), USS John F. Kennedy (CV-67) и USS Vicksburg (CG-69) были установлены первые серийные экземпляры системы. По состоянию на 2000 год, версия Baseline 1 установлена на USS Dwight D. Eisenhower (CVN-69), USS Wasp (LHD-1), USS Anzio (CG-68) и USS Cape St. George (CG-71). Версия Baseline 2 установлена на USS Hué City (CG-66), USS John F. Kennedy (CV-67) и USS Vicksburg (CG-69).